# Charles Chaplin (kunstschilder)

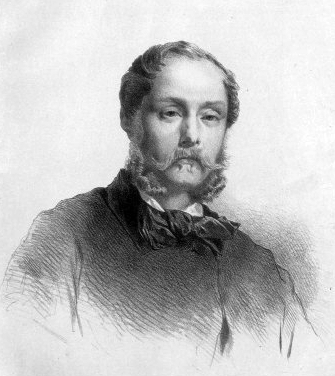
Chaplin door Célestin Nanteuil

Charles Joshua Chaplin (Les Andelys, 8 juni 1825 - Parijs, 30 januari, 1891) was een Frans kunstschilder en graficus. Hij werd vooral bekend als portrettist van elegante jonge vrouwen.

## Leven en werk
Chaplin werd in Frankrijk geboren als de zoon van een Engelse kunsthandelaar en een Franse moeder. Hij studeerde aan de École des beaux-arts en nam privé lessen in het atelier van Michel Martin Drolling. In 1845 exposeerde hij voor het eerst in de Parijse salon.
Chaplins vroege werk kenmerkt zich door een realistische, academische benadering en omvatte ook landschappen. Vanaf de jaren vijftig zou hij zich echter vooral toeleggen op idyllische portretten, in een sentimentele romantische stijl, inclusief bloemetjes en ornamenten. Hij werkte in olie, waterverf en pastelkrijt. Daarnaast maakte hij ook veel gravures. In het Tuilerieënpaleis bevinden zich enkele wandschilderingen van zijn hand.
Chaplin was in zijn tijd erg populair in bourgeoiskringen, werd een welgesteld man, maar raakte in de twintigste eeuw enigszins in de vergetelheid. In de kunsthistorie bleef hij echter wel bekend als leermeester van een aantal vooraanstaande vrouwelijke kunstschilders, die in die tijd nog niet tot de officiële kunstacademies werden toegelaten. Tot zijn leerlingen behoorden Mary Cassatt, Louise Abbéma, Louise Jopling en Eva Gonzalès.
In 1891 overleed Chaplin, 65 jaar oud. Hij ligt begraven op het Cimetière du Père-Lachaise. Zijn werken zijn te zien in tal van grote Franse musea, maar bijvoorbeeld ook in de Hermitage te Sint-Petersburg, het Metropolitan Museum of Art in New York en in het gebouw van de Raad van State te Brussel.

## Galerij

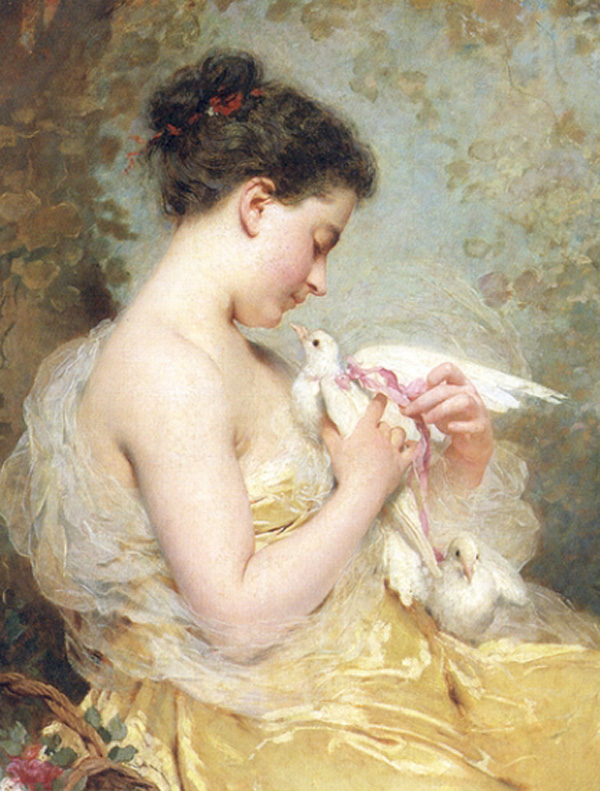
Jong meisje met een duif
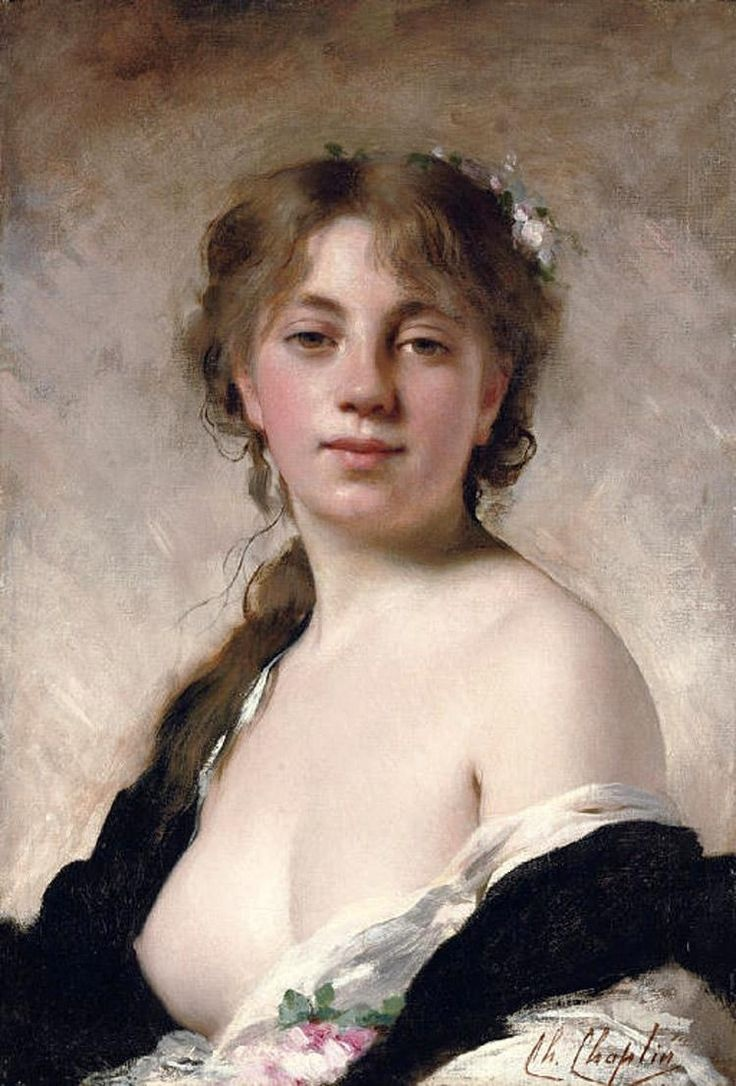
De maîtresse van de kunstenaar
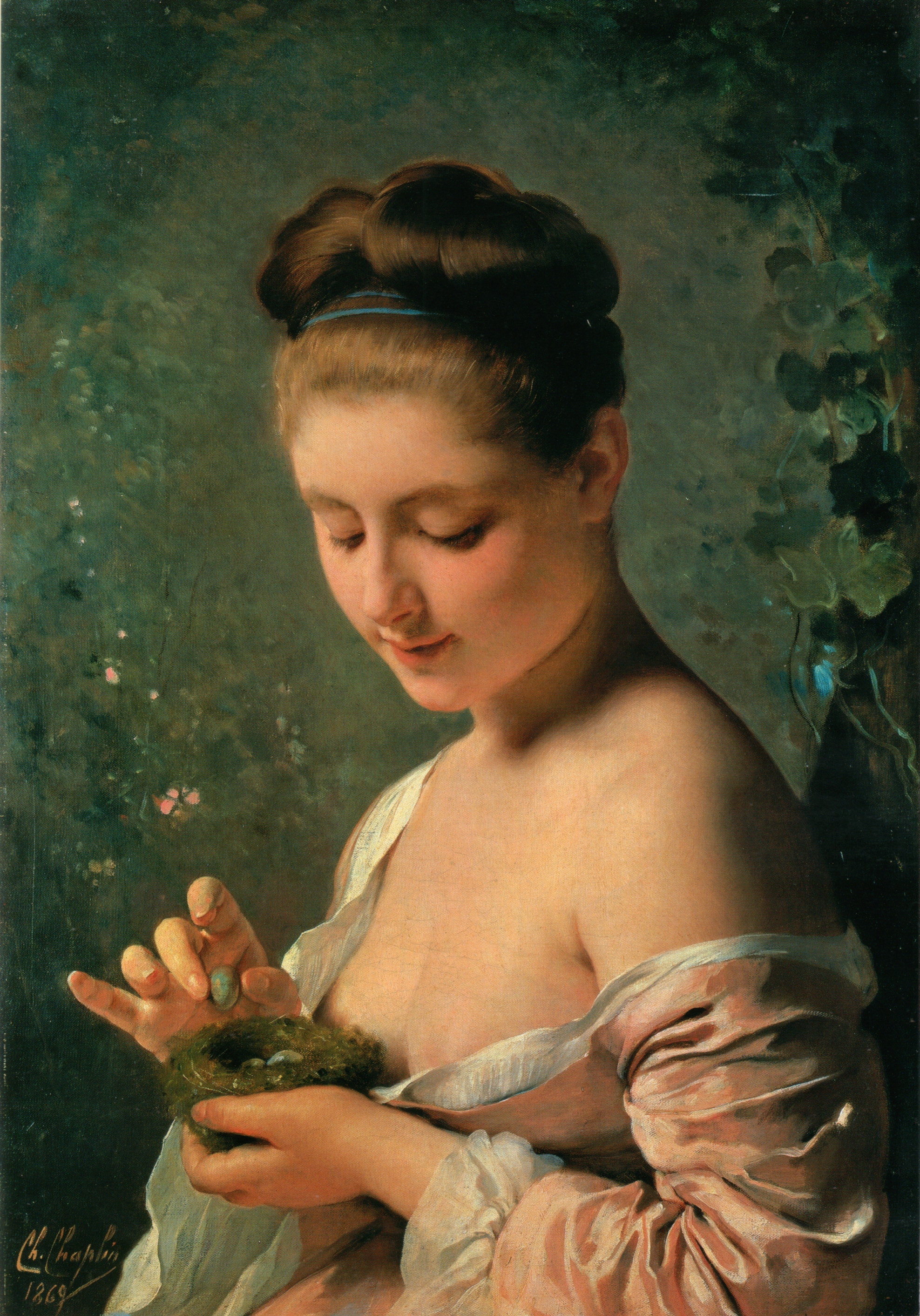
Jong meisje met een nest
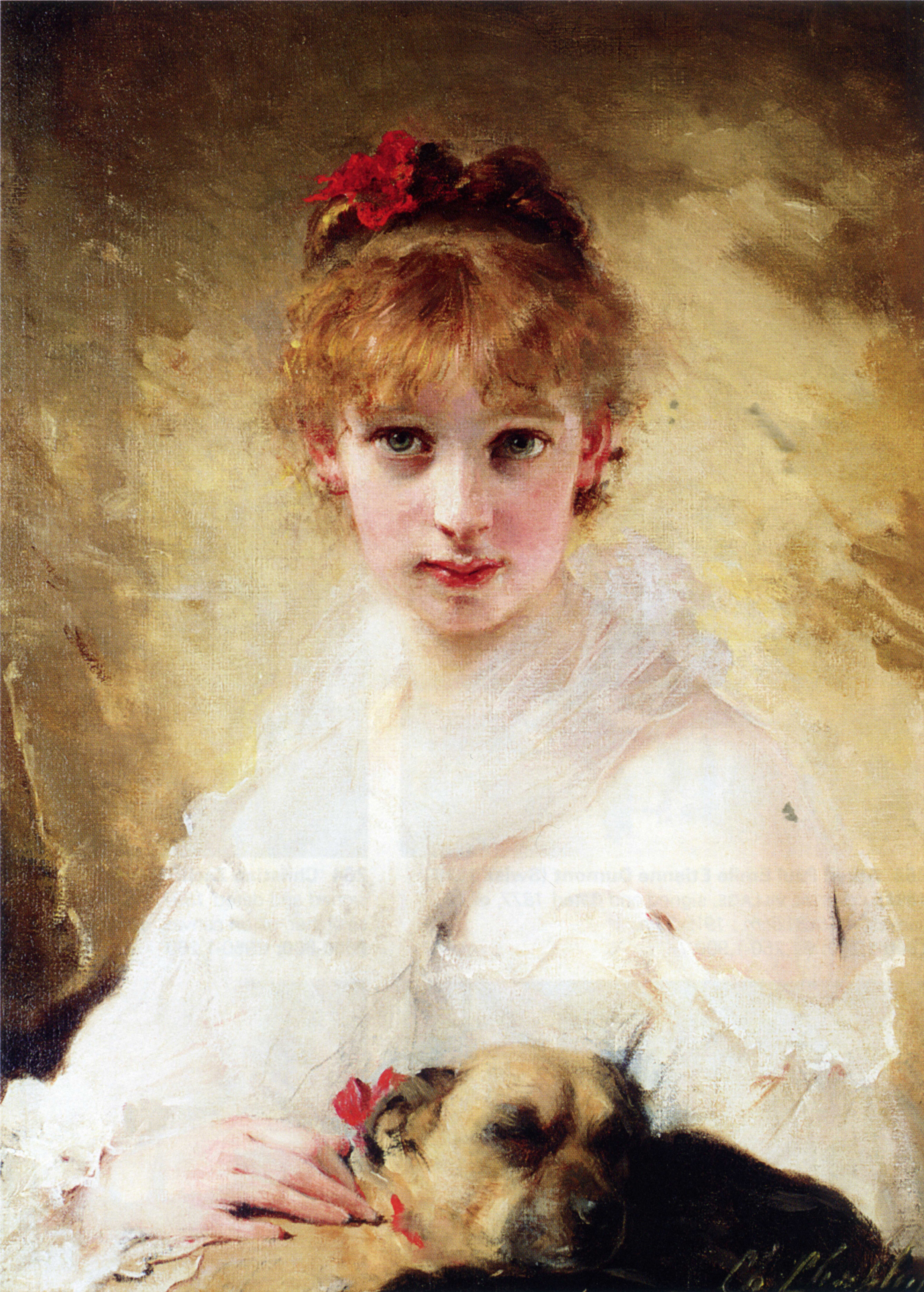
Haar favoriete hond
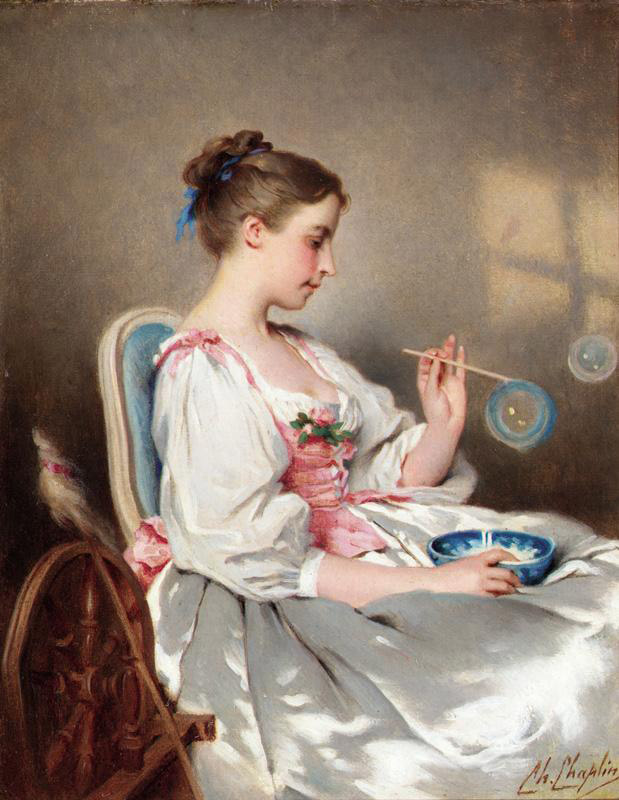
Bellen blazen
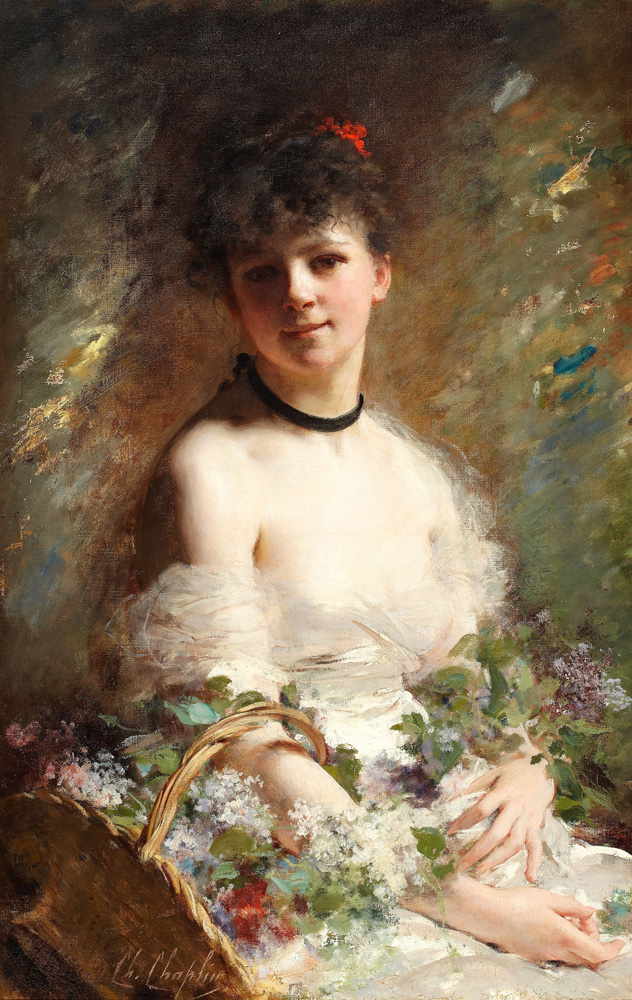
Jonge vrouw met bloemenmand
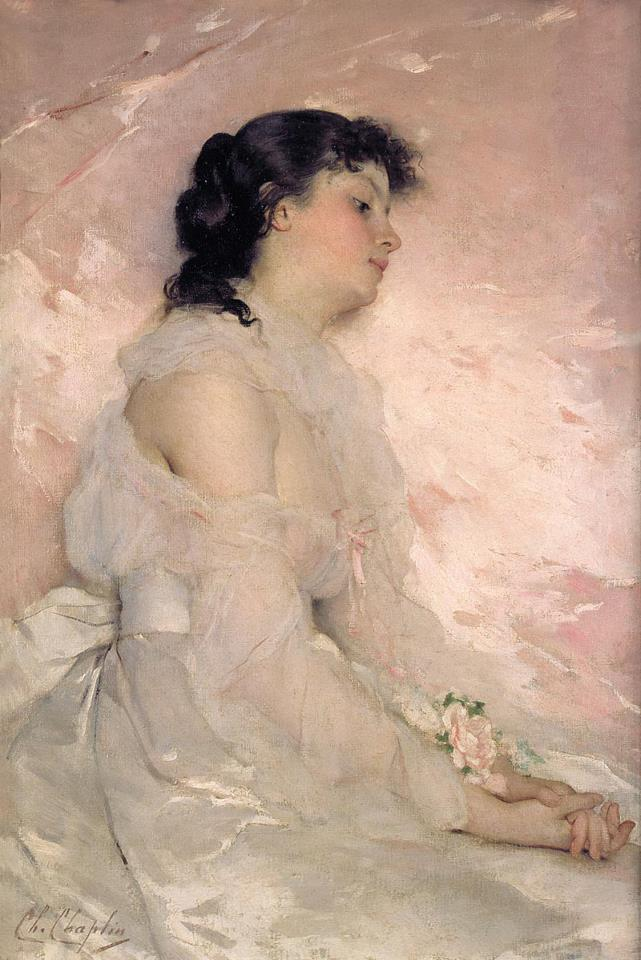
Rêverie
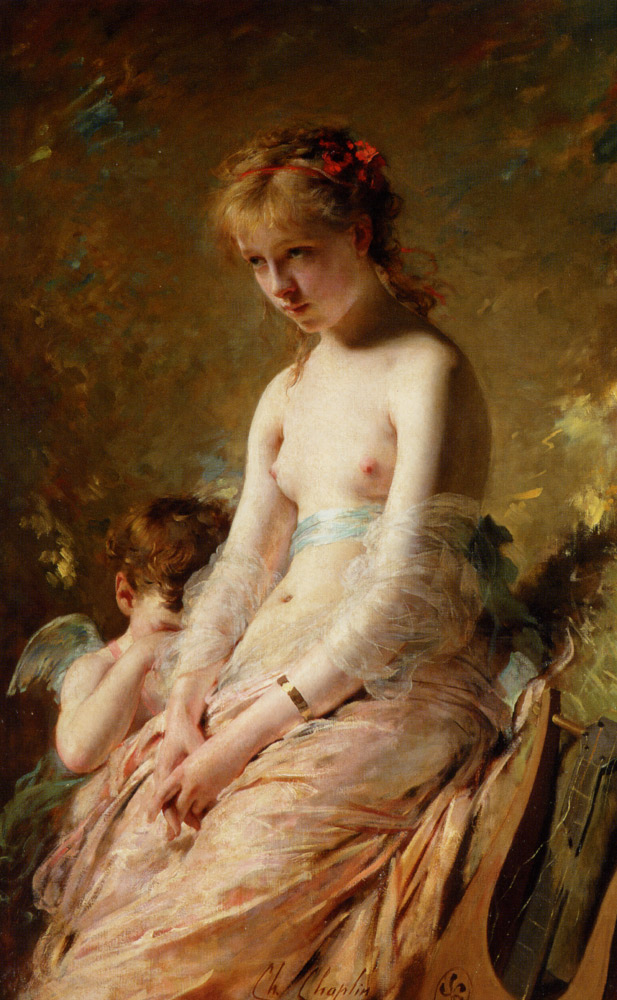
Een verstild lied